# 부이띠엔중 (1995년)
부이띠엔중(베트남어: Bùi Tiến Dũng, 1995년 10월 2일 ~ )는 베트남의 축구 선수로 포지션은 수비수이다. 현재 베트남 1부 리그의 비엣텔이다.